# Parasimulium melanderi
Parasimulium melanderi är en tvåvingeart som beskrevs av Stone 1964. Parasimulium melanderi ingår i släktet Parasimulium och familjen knott. Inga underarter finns listade i Catalogue of Life.